# Perclorato di litio
Il perclorato di litio è il sale di litio dell'acido perclorico, di formula LiClO4. Si presenta come un solido cristallino bianco molto solubile in vari tipi di solventi, esiste in forma anidra e triidrata.

## Applicazioni

### Chimica inorganica
Il perclorato di litio viene utilizzato come fonte di ossigeno in alcuni generatori. Si decompone a circa 400 °C, producendo cloruro di litio e ossigeno:
{\displaystyle {\ce {LiClO4 -> LiCl + 2 O2}}}
Oltre il 60% della massa del perclorato di litio viene rilasciata come ossigeno. Ha il rapporto ossigeno/peso e ossigeno/volume più elevato di tutti i pratici sali di perclorato.

### Chimica organica
LiClO4 è altamente solubile in solventi organici, anche dietil etere. Tali soluzioni sono impiegate nelle reazioni di Diels-Alder, dove si propone che il Li+, in quanto acido di Lewis, si leghi ai siti basici sul dienofilo, accelerando così la reazione.
Il perclorato di litio è anche usato come co-catalizzatore nell'accoppiamento di carbonili α,β-insaturi con aldeidi, noto anche come reazione di Baylis-Hillman.
Il perclorato di litio solido è risultato essere un acido di Lewis delicato ed efficace per promuovere la cianosililazione di composti carbonilici in condizioni neutre.

### Batterie
Il perclorato di litio è anche usato come sale elettrolitico nelle batterie agli ioni di litio. Il perclorato di litio viene scelto rispetto a sali alternativi come esafluorofosfato di litio o tetrafluoroborato di litio quando la sua superiore impedenza elettrica, conducibilità, igroscopicità e stabilità anodica sono importanti per il caso specifico. Tuttavia, queste proprietà benefiche sono spesso oscurate dalle forti proprietà ossidanti dell'elettrolita, rendendo l'elettrolita reattivo verso il suo solvente ad alte temperature e/o carichi di corrente elevati. A causa di questi pericoli, la batteria è spesso considerata inadatta per applicazioni industriali.

### Biochimica
Le soluzioni concentrate di perclorato di litio (4,5 mol/L) vengono utilizzate come agente caotropico per denaturare le proteine.

## Produzione
Il perclorato di litio può essere prodotto per reazione del perclorato di sodio con cloruro di litio. Può anche essere preparato mediante elettrolisi del clorato di litio a 200 mA/cm² a temperature superiori a 20 °C.

## Sicurezza
I perclorati spesso generano miscele esplosive con composti organici.